# 米爾內 (托克馬克市鎮)
47°21′1″N 35°42′31″E / 47.35028°N 35.70861°E
米爾內（烏克蘭語：Мирне），是位於烏克蘭東南部的村莊，由扎波羅熱州波洛希區的托克馬克市鎮負責管轄。該村始建於1958年，面積175.8平方公里，海拔高度106米，2001年人口171，人口密度每平方公里0.97人。